# 里德巴赫河 (德賴布倫嫩巴赫河支流)
47°54′44″N 11°28′11″E / 47.91216°N 11.4698°E

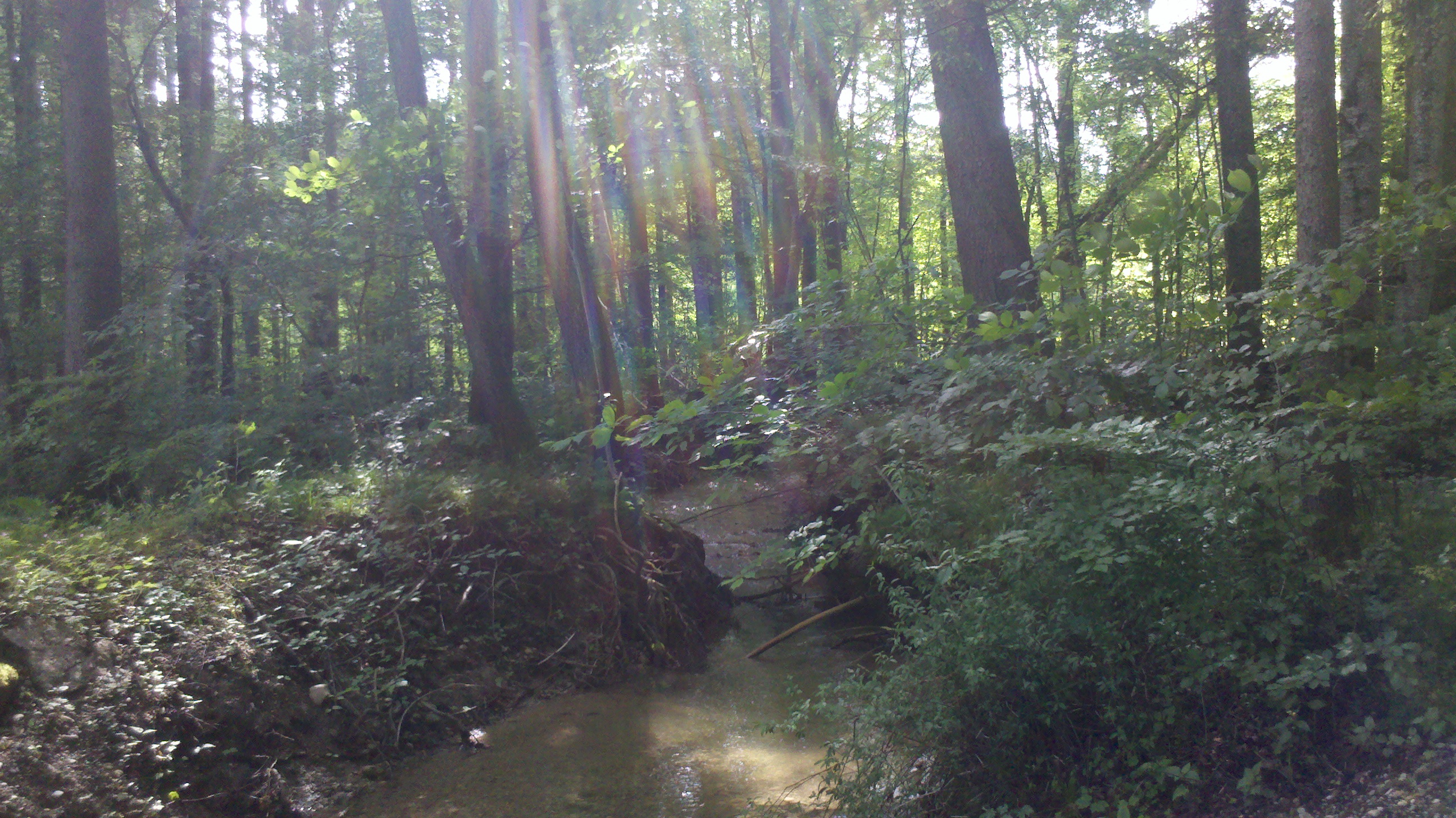

里德巴赫河是德國的河流，位於該國東南部，由巴伐利亞負責管轄，屬於德賴布倫嫩巴赫河的支流，河道全長4.1公里，流經巴特特爾茨-沃爾夫拉茨豪森縣。